# Rumex suffruticosus
Rumex suffruticosus är en slideväxtart som beskrevs av Meissner. Rumex suffruticosus ingår i släktet skräppor, och familjen slideväxter. Inga underarter finns listade i Catalogue of Life.